# Exerodonta bivocata
Espèce
Synonymes
- Hyla bivocata Duellman & Hoyt, 1961

Statut de conservation UICN

 DD  : Données insuffisantes
Exerodonta bivocata est une espèce d'amphibiens de la famille des Hylidae.

## Répartition
Cette espèce est endémique du Mexique. Elle se rencontre entre 1 500 et 2 100 m d'altitude dans les États d'Oaxaca et du Chiapas.

## Publication originale
- Duellman & Hoyt, 1961 : Description of a New Species of Hyla from Chiapas, Mexico. Copeia, vol. 1961, no 4,  p. 414-417.